# Metník
Metník byla stará česká jednotka objemu neurčité velikosti, jež byla užívána pro měření objemu obilí, brambor a dalších polních plodin. Podle Josefa Jungmanna činil prý jeden metník asi osm žejdlíků, což by odpovídalo zhruba 2,8 litru. 

## Alternativní názvy
- mejtík
- metek
- mírka
- záměra

## Použitý zdroj
- Malý slovník jednotek měření, vydalo nakladatelství Mladá fronta v roce 1982, katalogové číslo 23-065-82